# Liste der Kulturdenkmale in Brodersby-Goltoft
In der Liste der Kulturdenkmale in Brodersby-Goltoft sind alle Kulturdenkmale der schleswig-holsteinischen Gemeinde Brodersby-Goltoft (Kreis Schleswig-Flensburg) und ihrer Ortsteile aufgelistet (Stand: 14. April 2025).
Die Bodendenkmale sind in der Liste der Bodendenkmale in Brodersby-Goltoft aufgeführt.

## Legende
In den Spalten befinden sich folgende Informationen:
- Objekt-ID: die Nummer des Kulturdenkmales
- Lage: die Adresse des Kulturdenkmales und die geographischen Koordinaten. Kartenansicht, um Koordinaten zu setzen. In der Kartenansicht sind Kulturdenkmale ohne Koordinaten mit einem roten Marker dargestellt und können in der Karte gesetzt werden. Kulturdenkmale ohne Bild sind mit einem blauen Marker gekennzeichnet, Kulturdenkmale mit Bild mit einem grünen Marker.
- Offizielle Bezeichnung: Bezeichnung des Kulturdenkmales
- Beschreibung: die Beschreibung des Kulturdenkmales
- Bild: ein Bild des Kulturdenkmales

## Sachgesamtheiten
| Objekt-ID      | Lage                                                                       | Offizielle Bezeichnung | Beschreibung | Bild                             |
| -------------- | -------------------------------------------------------------------------- | ---------------------- | --- | -------------------------------- |
| 24726 Wikidata | Missunder Fährstraße 19, 20, 22 (54° 32′ 0″ N, 9° 42′ 26″ O)               | Hofanlage Hansen-Flüh  | Hofanlage Hansen-Flüh; Gebäudebestand ab ca. 1800; ehem. Hofanlage Schütt, ehem. adliges Freigut, unregelmäßige Anlage bestehend aus Wohnhaus, Abnahmehaus, Wirtschaftsgebäude und gegenüberliegendem ehem. Wasch- und Backhaus, jeweils reetgedeckt, stellenweise Fachwerk erhalten - Begründung: geschichtlich, Kulturlandschaft prägend - Schutzumfang: Wohnhaus, Abnahmehaus, ehem. Wasch- und Backhaus, Scheune | Fotos hochladen                  |
| 40907 Wikidata | Missunder Fährstraße 17, Missunder Fährstraße (54° 32′ 4″ N, 9° 42′ 29″ O) | Kirche St. Andreas     | Aktualisierung vorgesehen - Begründung: geschichtlich, künstlerisch, städtebaulich, Kulturlandschaft prägend - Schutzumfang: Kirche St. Andreas mit Ausstattung, Kirchhof, Grabmale bis 1870, Hauptpforte, Nebenpforte mit Treppenaufgang, Feldsteinböschungsmauern, Baumkranz (Missunder Fährstraße); Pastorat (Missunder Fährstraße 17)                                                                            | weitere Fotos \| Fotos hochladen |

## Bauliche Anlagen
| Objekt-ID     | Lage                                                 | Offizielle Bezeichnung             | Beschreibung | Bild                             |
| ------------- | ---------------------------------------------------- | ---------------------------------- | --- | -------------------------------- |
| 8793          | Alter Ziegeleiweg 2 (54° 32′ 47″ N, 9° 43′ 30″ O)    | Wandständerhaus                    | Wandständerhaus; wohl 18. Jh.; eingeschossiger langgestreckter Fachwerkbau mit Querdiele unter reetgedecktem Walmdach mit Hängehölzern am First - Begründung: geschichtlich, wissenschaftlich, Kulturlandschaft prägend - Schutzumfang: gesamtes Objekt - Denkmaltyp: Bauliche Anlage | BW                               |
| 9386          | Groß Brodersbyer Weg 8 (54° 32′ 14″ N, 9° 42′ 46″ O) | Querdielenhaus                     | Querdielenhaus, sog. „Bürgermeisterhof“, 1. H. 19. Jh.; eingeschossiger traufständiger Putzbau mit reetgedecktem Halbwalmdach und Knüppelfirst, Fachwerkgiebel erhalten, Front mit flach übergiebeltem Querdielentor und zweiflügeliger Oberlichttür zum Wohntrakt - Begründung: geschichtlich, Kulturlandschaft prägend - Schutzumfang: gesamtes Objekt - Denkmaltyp: Bauliche Anlage                      | BW                               |
| 6650 Wikidata | Missunder Fährstraße 17 (54° 32′ 7″ N, 9° 42′ 26″ O) | Pastorat                           | Alteintragung (Aktualisierung vorgesehen) - Begründung: geschichtlich, künstlerisch, Kulturlandschaft prägend - Schutzumfang: Alteintragung (Aktualisierung vorgesehen) - Denkmaltyp: Bauliche Anlage, Sachgesamtheit: Kirche St. Andreas | Fotos hochladen                  |
| 6651 Wikidata | Missunder Fährstraße 20 (54° 32′ 7″ N, 9° 42′ 26″ O) | Wohnhaus                           | Wohnhaus; im Kern um 1800; eingeschossiger traufständiger Fachwerkbau mit reetgedecktem Halbwalmdach und Knüppelfirst, Straßenfront massiv und weiß verputzt, Fachwerkgiebel leicht vorkragend, im Norden zwei niedrige Anbauten mit Pultdächern - Begründung: geschichtlich, Kulturlandschaft prägend - Schutzumfang: gesamtes Objekt - Denkmaltyp: Bauliche Anlage, Sachgesamtheit: Hofanlage Hansen-Flüh | Fotos hochladen                  |
| 3969 Wikidata | Missunder Fährstraße (54° 32′ 5″ N, 9° 42′ 29″ O)    | Kirche St. Andreas mit Ausstattung | Alteintragung (Aktualisierung vorgesehen) - Begründung: geschichtlich, künstlerisch, städtebaulich - Schutzumfang: gesamtes Objekt - Denkmaltyp: Bauliche Anlage, Sachgesamtheit: Kirche St. Andreas | weitere Fotos \| Fotos hochladen |
| 3043 Wikidata | Schleidörfer Straße 11 (54° 32′ 49″ N, 9° 43′ 16″ O) | Wohnhaus                           | Alteintragung (Aktualisierung vorgesehen) - Begründung: Alteintragung (Aktualisierung vorgesehen) - Schutzumfang: Alteintragung (Aktualisierung vorgesehen) - Denkmaltyp: Bauliche Anlage | Fotos hochladen                  |
| 6655          | Zur Braaskate 6 (54° 32′ 54″ N, 9° 43′ 27″ O)        | Wandständerhaus (Haus Braas)       | Wandständerhaus (Haus Braas); 1692, renov. 1999; eingeschossiger Fachwerkbau mit reetgedecktem Halbwalmdach und Knüppelfirst, Westgiebel mit Dielentor rekonstruiert, an der südlichen Längsseite flacher Frontgiebel über der Eingangstür - Begründung: geschichtlich, wissenschaftlich, Kulturlandschaft prägend - Schutzumfang: Wandständerhaus (Haus Braas), - Denkmaltyp: Bauliche Anlage              | BW                               |

## Gründenkmale
| Objekt-ID      | Lage                                              | Offizielle Bezeichnung | Beschreibung | Bild            |
| -------------- | ------------------------------------------------- | ---------------------- | --- | --------------- |
| 23054 Wikidata | Missunder Fährstraße (54° 32′ 4″ N, 9° 42′ 29″ O) | Kirchhof               | Alteintragung (Aktualisierung vorgesehen) - Begründung: geschichtlich, Kulturlandschaft prägend - Schutzumfang: Kirchhof, Grabmale bis 1870, Hauptpforte, Nebenpforte mit Treppenaufgang, Feldsteinböschungsmauern, Baumkranz - Denkmaltyp: Gründenkmal, Sachgesamtheit: Kirche St. Andreas | Fotos hochladen |

## Quelle
- Liste der Kulturdenkmale in Schleswig-Holstein – Kreis Schleswig-Flensburg

- Karte mit allen Koordinaten:
- OSM |
- WikiMap